# کهتویه (نی‌ریز)
کهتویه، روستایی از توابع دهستان مشکان بخش مشکان شهرستان نی‌ریز در استان فارس ایران است.

## جمعیت
این روستا در دهستان مشکان قرار دارد و بر اساس سرشماری مرکز آمار ایران در سال ۱۳۹۵، جمعیت آن ۱۱۹ نفر (۳۸ خانوار) بوده‌است.